# Traverhyphes frevo
Traverhyphes frevo is een haft uit de familie Leptohyphidae. De wetenschappelijke naam van de soort is voor het eerst geldig gepubliceerd in 2011 door Lima, Salles & Pinheiro.
De soort komt voor in het Neotropisch gebied.